# 子服景伯
子服景伯（？—？），即子服何，中国春秋时期鲁国的大夫。
前492年，桓公、僖公的宫殿大火，子服景伯救火，安排得当。前488年，吴王夫差与鲁哀公盟会，向鲁国索要百牢。子服景伯称吴国将亡。季康子讨伐邾国，子服景伯劝阻，季康子不听。结果邾国请求吴国攻打鲁国。前487年，子服景伯与吴国结盟。前483年，子服景伯参与吴鲁卫宋的会盟。前482年，一度被吴王夫差扣留，前480年，与子贡出使齐国。